# Elite Residence
Elite Residence ist ein Wolkenkratzer in Dubai in den Vereinigten Arabischen Emiraten. Das im Dubai Marina District befindliche Gebäude ist 380 Meter hoch und verfügt über 91 Etagen, in denen abgesehen von technischen Einrichtungen ausschließlich Wohnungen untergebracht sind. Nach der strukturellen Höhe ist es nur einen Meter kleiner als das New Yorker Empire State Building (381 Meter, mit Antenne jedoch 443 Meter) und gehört sowohl zu den höchsten Gebäuden im Nahen Osten als auch zu den höchsten Wohngebäuden weltweit. Eigentümer und Bauherr des Baus sind Emaar Properties und Tameer. Insgesamt sind in dem Hochhaus 697 verschiedene Wohneinheiten untergebracht. Das höchste Stockwerk liegt in einer Höhe von 314 Metern. Im Innern des Bauwerks verkehren zwölf Aufzüge. Unterhalb der Lobby gibt es vier Untergeschosse die primär für die Gebäudetechnik im Allgemeinen in Anspruch genommen werden.
Das Gebäude verfügt am Grund über einen quadratischen Grundriss und steigt in schlanker Gestalt empor. Unterhalb der Krone verkleinert sich die Grundfläche des Hochhauses noch einmal, bevor die spitz zu laufende Krone das Gebäude dekorativ abschließt. Die Spitze besteht an ihrem höchsten Punkt nur noch aus einem Metallmast. Die Fassade wurde in einem beigen Ton mit Aluminium und Stein verkleidet, dazwischen befinden sich die Fenster. Das Tragwerk der Geschosse sowie das Fundament bestehen aus Stahlbeton, während in der Gebäudespitze auch Elemente aus Stahl angefertigt wurden.
Der Baustart erfolgte im Jahr 2006, im August 2012 wurden alle Bauarbeiten abgeschlossen und der Turm eröffnet. Die Endhöhe wurde durch die Montage der Krone am 15. August 2011 erreicht.